# Camping sauvage (film, 2005)
Pour les articles homonymes, voir Camping sauvage (homonymie).
Pour plus de détails, voir Fiche technique et Distribution.
Camping sauvage est un film français réalisé par Christophe Ali et Nicolas Bonilauri, sorti en 2005.

## Synopsis
Camille, une jeune fille de 17 ans, effectue un séjour dans une colonie de vacances avec ses parents et son petit copain, Fred. Tout semble paisible pour eux jusqu'à l'arrivée de Blaise, un moniteur de voile âgé d'une quarantaine d'années, auquel Camille va rapidement s'attacher, ce qui ne sera pas du goût des locataires, encore moins de ses proches.

## Fiche technique
- Titre : Camping sauvage
- Réalisation : Christophe Ali et Nicolas Bonilauri
- Scénario : Christophe Ali et Nicolas Bonilauri
- Production : Tom Dercourt
- Société de production : Les Films à Un Dollar
- Musique : Nicolas Baby, Olivia Bouyssou, Dan Levy et Philippe Neil
- Photographie : Jérôme Peyrebrune
- Montage : Laurent Roüan
- Décors : Muriel Chinal
- Costumes : Nina Wetzel
- Pays d'origine : France
- Format : Couleurs - 1,85:1 - Dolby Digital - 35 mm
- Genre : Drame
- Durée : 79 minutes
- Dates de sortie : 13 octobre 2005 (festival de Saint-Jean-de-Luz), 29 mars 2006 (France)
- Film interdit aux moins de 12 ans lors de sa sortie en France

## Distribution
- Denis Lavant : Blaise
- Isild Le Besco : Camille
- Pascal Bongard : Eddy
- Yann Trégouët : Fred
- Emmanuelle Bercot : Florence
- Raphaëlle Misrahi : Laure
- Martine Demaret : Edwige
- Jean-Michel Guerin : Antoine
- Marcel Fix : le grand-père

## Autour du film
- Isild Le Besco, qui interprète Camille, une jeune fille de 17 ans, avait 24 ans au moment du tournage.
- Le film fut projeté en Allemagne le 12 février 2006 dans le cadre du Festival de Berlin.